# Василевский, Иосиф Иосифович
Ио́сиф Ио́сифович Василе́вский (25 ноября [8 декабря] 1911, Юзовка — 20 апреля 1994, Ивангород) — русский поэт.

## Биография
Родился в семье рабочего в селении Юзовка, Донецкой области. В 1922 году семья Василевских переехала в Витебскую область. 
В 1925-1928 гг. окончил школу крестьянской молодежи. После школы окончил оршанские педагогические курсы в 1930 году, театрально-драматические курсы в Минске в 1932 году.
С осени 1932 года Работал актёром Витебского театра драмы, сотрудником газеты «Ленинский призыв» в Орше, В 1933 году И. Василевский был призван в ряды Красной Армии и стал актёром-бойцом театра Белорусского военного округа, С 1937 по 1952 годы  работал актёром театров в Смоленске, Житомире, Брянске, Днепродзержинске, Лениногорске, Усть-Каменогорске, Рязани, Ижевске, Калуге.
В 1952 году Василевский окончательно оставил сцену, приехал в Смоленск и вновь взялся за перо. В 1957 году по рекомендации М. Исаковского принят в Союз писателей СССР. Начали выходить в свет его первые книги.
Рабоотал как переводчик белорусских поэтов. В содружестве с композиторами И. Лученком, К. Поплавским, В. Беляевым и И. Кузнецовым поэт опубликовал несколько песен, исполнявшихся Государственным хором БССР.
Член художественного совета Республиканского Дома народного творчества, он принимал активное участие в смотрах народных театров. Стихи поэта публиковались в репертуарных сборниках, журналах, газетах.
С 1967 года жил в Минске и до конца жизни его творчество было связано с Белоруссией. В 1994 году в связи с преклонным возрастом и ухудшением здоровья И. Василевский переехал в Ивангород, в семью сына, где 20 апреля 1994 года скончался. Похоронен на городском кладбище в д. Заречье.

## Творчество
Печатался с 1932 года. Автор сборников стихов, стихотворных книг для детей. Перевёл на русский язык произведения многих белорусских поэтов, в том числе Я. Купалы, Я. Коласа, П. Бровки, М. Танка, А. Кулешова, П. Панченко и других.
Член Союза писателей СССР (1957).

## Награды
Награждён медалями СССР, Почётной грамотой Президиума ВС БССР.Лауреат премии ЮНЕСКО.